# Pandemia di COVID-19 in Turchia
Il primo caso della pandemia di COVID-19 in Turchia è stato confermato il 11 marzo 2020, relativo ad un turco tornato da un viaggio in Europa, mentre il primo decesso con COVID-19 si è registrato il 15 marzo.
Al 1º gennaio 2023, è l'11º Paese al mondo per casi totali confermati, oltre 17 milioni, di cui 101 492 morti (91º Paese al mondo per tasso di mortalità da COVID-19).
La Turchia si è distinta dal resto d'Europa non ordinando un lockdown completo, ordinando di stare a casa solo alle persone oltre i 65 anni d'età. Il governo ha tenuto aperte molte attività e ha lasciato che le aziende stabilissero le proprie linee guida per quanto riguarda i lavoratori. L'ondata di infezioni risultante non si è mai avvicinata a travolgere il sistema sanitario turco (un sistema misto, in parte pubblico e in parte privato), che ha il numero più alto di unità di terapia intensiva al mondo con 46,5 letti ogni 100.000 persone. Al 31 gennaio 2021, il tasso di letalità dei casi osservato dalla Turchia è dell'1,05%, il 139º al mondo. Si sono ipotizzate diverse spiegazioni a tale tasso relativamente basso, tra cui la relativa rarità delle case di riposo, i dati demografici favorevoli, una lunga eredità di tracciamento dei contatti, l'alto numero di terapie intensive, e un sistema di blocco parziale che ha portato a una percentuale maggiore di casi positivi tra gli adulti in età lavorativa e non tra gli anziani.
Il 30 settembre 2020, il ministro della salute turco Fahrettin Koca ha riconosciuto che dal 29 luglio il numero di casi segnalati era limitato ai casi sintomatici che richiedevano un monitoraggio, il che è stato accolto con rimprovero dall'Associazione medica turca (associazione lavorativa e sindacale dei medici turchi). Questa pratica si è conclusa il 25 novembre 2020, quando il ministero ha iniziato a segnalare anche i casi asintomatici e lievemente sintomatici accanto a quelli sintomatici.
Il 5 maggio 2023, l'Organizzazione mondiale della sanità dichiara ufficialmente la fine della pandemia.

## Antefatti
Il 12 gennaio 2020, l'Organizzazione mondiale della sanità (OMS) ha confermato che un nuovo coronavirus era la causa di una nuova infezione polmonare che aveva colpito diversi abitanti della città di Wuhan, nella provincia cinese dell'Hubei, il cui caso era stato portato all'attenzione dell'OMS il 31 dicembre 2019.
Sebbene nel tempo il tasso di mortalità del COVID-19 si sia rivelato decisamente più basso di quello dell'epidemia di SARS che aveva imperversato nel 2003, la trasmissione del virus SARS-CoV-2, alla base del COVID-19, è risultata essere molto più ampia di quella del precedente virus del 2003, ed ha portato a un numero totale di morti molto più elevato.

## Andamento dei contagi
| Data                                  | Data       |  | Numero di casi    | Numero di morti |
| ------------------------------------- | ---------- |  | ----------------- | --------------- |
| 11-03-2020                            | 11-03-2020 |  | 1(N.D.)           |                 |
| 12-03-2020                            | 12-03-2020 |  | 1(=)              |                 |
| 13-03-2020                            | 13-03-2020 |  | 5(+400%)          |                 |
| 14-03-2020                            | 14-03-2020 |  | 6(+20%)           |                 |
| 15-03-2020                            | 15-03-2020 |  | 18(+200%)         | 1(N.D.)         |
| 16-03-2020                            | 16-03-2020 |  | 47(+161%)         | 1(=)            |
| 17-03-2020                            | 17-03-2020 |  | 98(+109%)         | 2(+100%)        |
| 18-03-2020                            | 18-03-2020 |  | 191(+95%)         | 3(+50%)         |
| 19-03-2020                            | 19-03-2020 |  | 359(+88%)         | 4(+33%)         |
| 20-03-2020                            | 20-03-2020 |  | 670(+87%)         | 9(+125%)        |
| 21-03-2020                            | 21-03-2020 |  | 947(+41%)         | 21(+133%)       |
| 22-03-2020                            | 22-03-2020 |  | 1 236(+31%)       | 30(+43%)        |
| 23-03-2020                            | 23-03-2020 |  | 1 529(+24%)       | 37(+23%)        |
| 24-03-2020                            | 24-03-2020 |  | 1 872(+22%)       | 44(+19%)        |
| 25-03-2020                            | 25-03-2020 |  | 2 433(+30%)       | 59(+34%)        |
| 26-03-2020                            | 26-03-2020 |  | 3 629(+49%)       | 75(+27%)        |
| 27-03-2020                            | 27-03-2020 |  | 5 698(+57%)       | 92(+23%)        |
| 28-03-2020                            | 28-03-2020 |  | 7 402(+30%)       | 108(+17%)       |
| 29-03-2020                            | 29-03-2020 |  | 9 217(+25%)       | 131(+21%)       |
| 30-03-2020                            | 30-03-2020 |  | 10 827(+17%)      | 168(+28%)       |
| 31-03-2020                            | 31-03-2020 |  | 13 531(+25%)      | 214(+27%)       |
| 01-04-2020                            | 01-04-2020 |  | 15 679(+16%)      | 277(+29%)       |
| 02-04-2020                            | 02-04-2020 |  | 18 135(+16%)      | 356(+29%)       |
| 03-04-2020                            | 03-04-2020 |  | 20 921(+15%)      | 425(+19%)       |
| 04-04-2020                            | 04-04-2020 |  | 23 934(+14%)      | 501(+18%)       |
| 05-04-2020                            | 05-04-2020 |  | 27 069(+13%)      | 574(+15%)       |
| 06-04-2020                            | 06-04-2020 |  | 30 217(+12%)      | 649(+13%)       |
| 07-04-2020                            | 07-04-2020 |  | 34 109(+13%)      | 725(+12%)       |
| 08-04-2020                            | 08-04-2020 |  | 38 226(+12%)      | 812(+12%)       |
| 09-04-2020                            | 09-04-2020 |  | 42 282(+11%)      | 908(+12%)       |
| 10-04-2020                            | 10-04-2020 |  | 47 029(+11%)      | 1 006(+11%)     |
| 11-04-2020                            | 11-04-2020 |  | 52 167(+11%)      | 1 101(+9,4%)    |
| 12-04-2020                            | 12-04-2020 |  | 56 956(+9,2%)     | 1 198(+8,8%)    |
| 13-04-2020                            | 13-04-2020 |  | 61 049(+7,2%)     | 1 296(+8,2%)    |
| 14-04-2020                            | 14-04-2020 |  | 65 111(+6,7%)     | 1 403(+8,3%)    |
| 15-04-2020                            | 15-04-2020 |  | 69 392(+6,6%)     | 1 518(+8,2%)    |
| 16-04-2020                            | 16-04-2020 |  | 74 193(+6,9%)     | 1 643(+8,2%)    |
| 17-04-2020                            | 17-04-2020 |  | 78 546(+5,9%)     | 1 769(+7,7%)    |
| 18-04-2020                            | 18-04-2020 |  | 82 329(+4,8%)     | 1 890(+6,8%)    |
| 19-04-2020                            | 19-04-2020 |  | 86 306(+4,8%)     | 2 017(+6,7%)    |
| 20-04-2020                            | 20-04-2020 |  | 90 980(+5,4%)     | 2 140(+6,1%)    |
| 21-04-2020                            | 21-04-2020 |  | 95 591(+5,1%)     | 2 259(+5,6%)    |
| 22-04-2020                            | 22-04-2020 |  | 98 674(+3,2%)     | 2 376(+5,2%)    |
| 23-04-2020                            | 23-04-2020 |  | 101 790(+3,2%)    | 2 491(+4,8%)    |
| 24-04-2020                            | 24-04-2020 |  | 104 912(+3,1%)    | 2 600(+4,4%)    |
| 25-04-2020                            | 25-04-2020 |  | 107 773(+2,7%)    | 2 706(+4,1%)    |
| 26-04-2020                            | 26-04-2020 |  | 110 130(+2,2%)    | 2 805(+3,7%)    |
| 27-04-2020                            | 27-04-2020 |  | 112 261(+1,9%)    | 2 900(+3,4%)    |
| 28-04-2020                            | 28-04-2020 |  | 114 653(+2,1%)    | 2 992(+3,2%)    |
| 29-04-2020                            | 29-04-2020 |  | 117 589(+2,6%)    | 3 081(+3%)      |
| 30-04-2020                            | 30-04-2020 |  | 120 204(+2,2%)    | 3 174(+3%)      |
| 01-05-2020                            | 01-05-2020 |  | 122 392(+1,8%)    | 3 258(+2,6%)    |
| 02-05-2020                            | 02-05-2020 |  | 124 375(+1,6%)    | 3 336(+2,4%)    |
| 03-05-2020                            | 03-05-2020 |  | 126 045(+1,3%)    | 3 397(+1,8%)    |
| 04-05-2020                            | 04-05-2020 |  | 127 659(+1,3%)    | 3 461(+1,9%)    |
| 05-05-2020                            | 05-05-2020 |  | 129 491(+1,4%)    | 3 520(+1,7%)    |
| 06-05-2020                            | 06-05-2020 |  | 131 744(+1,7%)    | 3 584(+1,8%)    |
| 07-05-2020                            | 07-05-2020 |  | 133 721(+1,5%)    | 3 641(+1,6%)    |
| 08-05-2020                            | 08-05-2020 |  | 135 569(+1,4%)    | 3 689(+1,3%)    |
| 09-05-2020                            | 09-05-2020 |  | 137 115(+1,1%)    | 3 739(+1,4%)    |
| 10-05-2020                            | 10-05-2020 |  | 138 657(+1,1%)    | 3 786(+1,3%)    |
| 11-05-2020                            | 11-05-2020 |  | 139 771(+0,8%)    | 3 841(+1,5%)    |
| 12-05-2020                            | 12-05-2020 |  | 141 475(+1,2%)    | 3 894(+1,4%)    |
| 13-05-2020                            | 13-05-2020 |  | 143 114(+1,2%)    | 3 952(+1,5%)    |
| 14-05-2020                            | 14-05-2020 |  | 144 749(+1,1%)    | 4 007(+1,4%)    |
| 15-05-2020                            | 15-05-2020 |  | 146 457(+1,2%)    | 4 055(+1,2%)    |
| 16-05-2020                            | 16-05-2020 |  | 148 067(+1,1%)    | 4 096(+1%)      |
| 17-05-2020                            | 17-05-2020 |  | 149 435(+0,92%)   | 4 140(+1,1%)    |
| 18-05-2020                            | 18-05-2020 |  | 150 593(+0,77%)   | 4 171(+0,75%)   |
| 19-05-2020                            | 19-05-2020 |  | 151 615(+0,68%)   | 4 199(+0,67%)   |
| 20-05-2020                            | 20-05-2020 |  | 152 587(+0,64%)   | 4 222(+0,55%)   |
| 21-05-2020                            | 21-05-2020 |  | 153 548(+0,63%)   | 4 249(+0,64%)   |
| 22-05-2020                            | 22-05-2020 |  | 154 500(+0,62%)   | 4 276(+0,64%)   |
| 23-05-2020                            | 23-05-2020 |  | 155 686(+0,77%)   | 4 308(+0,75%)   |
| 24-05-2020                            | 24-05-2020 |  | 156 827(+0,73%)   | 4 340(+0,74%)   |
| 25-05-2020                            | 25-05-2020 |  | 157 814(+0,63%)   | 4 369(+0,67%)   |
| 26-05-2020                            | 26-05-2020 |  | 158 762(+0,6%)    | 4 397(+0,64%)   |
| 27-05-2020                            | 27-05-2020 |  | 159 797(+0,65%)   | 4 431(+0,77%)   |
| 28-05-2020                            | 28-05-2020 |  | 160 979(+0,74%)   | 4 461(+0,68%)   |
| 29-05-2020                            | 29-05-2020 |  | 162 120(+0,71%)   | 4 489(+0,63%)   |
| 30-05-2020                            | 30-05-2020 |  | 163 103(+0,61%)   | 4 515(+0,58%)   |
| 31-05-2020                            | 31-05-2020 |  | 163 942(+0,51%)   | 4 540(+0,55%)   |
| 01-06-2020                            | 01-06-2020 |  | 164 769(+0,5%)    | 4 563(+0,51%)   |
| 02-06-2020                            | 02-06-2020 |  | 165 555(+0,48%)   | 4 585(+0,48%)   |
| 03-06-2020                            | 03-06-2020 |  | 166 422(+0,52%)   | 4 609(+0,52%)   |
| 04-06-2020                            | 04-06-2020 |  | 167 410(+0,59%)   | 4 630(+0,46%)   |
| 05-06-2020                            | 05-06-2020 |  | 168 340(+0,56%)   | 4 648(+0,39%)   |
| 06-06-2020                            | 06-06-2020 |  | 169 218(+0,52%)   | 4 669(+0,45%)   |
| 07-06-2020                            | 07-06-2020 |  | 170 132(+0,54%)   | 4 692(+0,49%)   |
| 08-06-2020                            | 08-06-2020 |  | 171 121(+0,58%)   | 4 711(+0,4%)    |
| 09-06-2020                            | 09-06-2020 |  | 172 114(+0,58%)   | 4 729(+0,38%)   |
| 10-06-2020                            | 10-06-2020 |  | 173 036(+0,54%)   | 4 746(+0,36%)   |
| 11-06-2020                            | 11-06-2020 |  | 174 023(+0,57%)   | 4 763(+0,36%)   |
| 12-06-2020                            | 12-06-2020 |  | 175 218(+0,69%)   | 4 778(+0,31%)   |
| 13-06-2020                            | 13-06-2020 |  | 176 677(+0,83%)   | 4 792(+0,29%)   |
| 14-06-2020                            | 14-06-2020 |  | 178 239(+0,88%)   | 4 807(+0,31%)   |
| 15-06-2020                            | 15-06-2020 |  | 179 831(+0,89%)   | 4 825(+0,37%)   |
| 16-06-2020                            | 16-06-2020 |  | 181 298(+0,82%)   | 4 842(+0,35%)   |
| 17-06-2020                            | 17-06-2020 |  | 182 727(+0,79%)   | 4 861(+0,39%)   |
| 18-06-2020                            | 18-06-2020 |  | 184 031(+0,71%)   | 4 882(+0,43%)   |
| 19-06-2020                            | 19-06-2020 |  | 185 245(+0,66%)   | 4 905(+0,47%)   |
| 20-06-2020                            | 20-06-2020 |  | 186 493(+0,67%)   | 4 927(+0,45%)   |
| 21-06-2020                            | 21-06-2020 |  | 187 685(+0,64%)   | 4 950(+0,47%)   |
| 22-06-2020                            | 22-06-2020 |  | 188 897(+0,65%)   | 4 974(+0,48%)   |
| 23-06-2020                            | 23-06-2020 |  | 190 165(+0,67%)   | 5 001(+0,54%)   |
| 24-06-2020                            | 24-06-2020 |  | 191 657(+0,78%)   | 5 025(+0,48%)   |
| 25-06-2020                            | 25-06-2020 |  | 193 115(+0,76%)   | 5 046(+0,42%)   |
| 26-06-2020                            | 26-06-2020 |  | 194 511(+0,72%)   | 5 065(+0,38%)   |
| 27-06-2020                            | 27-06-2020 |  | 195 883(+0,71%)   | 5 082(+0,34%)   |
| 28-06-2020                            | 28-06-2020 |  | 197 239(+0,69%)   | 5 097(+0,3%)    |
| 29-06-2020                            | 29-06-2020 |  | 198 613(+0,7%)    | 5 115(+0,35%)   |
| 30-06-2020                            | 30-06-2020 |  | 199 906(+0,65%)   | 5 131(+0,31%)   |
| 01-07-2020                            | 01-07-2020 |  | 201 098(+0,6%)    | 5 150(+0,37%)   |
| 02-07-2020                            | 02-07-2020 |  | 202 284(+0,59%)   | 5 167(+0,33%)   |
| 03-07-2020                            | 03-07-2020 |  | 203 456(+0,58%)   | 5 186(+0,37%)   |
| 04-07-2020                            | 04-07-2020 |  | 204 610(+0,57%)   | 5 206(+0,39%)   |
| 05-07-2020                            | 05-07-2020 |  | 205 758(+0,56%)   | 5 225(+0,36%)   |
| 06-07-2020                            | 06-07-2020 |  | 206 844(+0,53%)   | 5 241(+0,31%)   |
| 07-07-2020                            | 07-07-2020 |  | 207 897(+0,51%)   | 5 260(+0,36%)   |
| 08-07-2020                            | 08-07-2020 |  | 208 938(+0,5%)    | 5 282(+0,42%)   |
| 09-07-2020                            | 09-07-2020 |  | 209 962(+0,49%)   | 5 300(+0,34%)   |
| 10-07-2020                            | 10-07-2020 |  | 210 965(+0,48%)   | 5 323(+0,43%)   |
| 11-07-2020                            | 11-07-2020 |  | 211 981(+0,48%)   | 5 344(+0,39%)   |
| 12-07-2020                            | 12-07-2020 |  | 212 993(+0,48%)   | 5 363(+0,36%)   |
| 13-07-2020                            | 13-07-2020 |  | 214 001(+0,47%)   | 5 382(+0,35%)   |
| 14-07-2020                            | 14-07-2020 |  | 214 993(+0,46%)   | 5 402(+0,37%)   |
| 15-07-2020                            | 15-07-2020 |  | 215 940(+0,44%)   | 5 419(+0,31%)   |
| 16-07-2020                            | 16-07-2020 |  | 216 873(+0,43%)   | 5 440(+0,39%)   |
| 17-07-2020                            | 17-07-2020 |  | 217 799(+0,43%)   | 5 458(+0,33%)   |
| 18-07-2020                            | 18-07-2020 |  | 218 717(+0,42%)   | 5 475(+0,31%)   |
| 19-07-2020                            | 19-07-2020 |  | 219 641(+0,42%)   | 5 491(+0,29%)   |
| 20-07-2020                            | 20-07-2020 |  | 220 572(+0,42%)   | 5 508(+0,31%)   |
| 21-07-2020                            | 21-07-2020 |  | 221 500(+0,42%)   | 5 526(+0,33%)   |
| 22-07-2020                            | 22-07-2020 |  | 222 402(+0,41%)   | 5 545(+0,34%)   |
| 23-07-2020                            | 23-07-2020 |  | 223 315(+0,41%)   | 5 563(+0,32%)   |
| 24-07-2020                            | 24-07-2020 |  | 224 252(+0,42%)   | 5 580(+0,31%)   |
| 25-07-2020                            | 25-07-2020 |  | 225 174(+0,41%)   | 5 596(+0,29%)   |
| 26-07-2020                            | 26-07-2020 |  | 226 100(+0,41%)   | 5 631(+0,63%)   |
| 27-07-2020                            |            |  |                   |                 |
| 28-07-2020                            | 28-07-2020 |  | 227 982(N.D.)     | 5 645(N.D.)     |
| 29-07-2020                            | 29-07-2020 |  | 228 924(+0,41%)   | 5 659(+0,25%)   |
| 30-07-2020                            | 30-07-2020 |  | 229 891(+0,42%)   | 5 674(+0,27%)   |
| 31-07-2020                            | 31-07-2020 |  | 230 873(+0,43%)   | 5 691(+0,3%)    |
| 01-08-2020                            | 01-08-2020 |  | 231 869(+0,43%)   | 5 710(+0,33%)   |
| 02-08-2020                            | 02-08-2020 |  | 232 856(+0,43%)   | 5 728(+0,32%)   |
| 03-08-2020                            | 03-08-2020 |  | 233 851(+0,43%)   | 5 747(+0,33%)   |
| 04-08-2020                            | 04-08-2020 |  | 234 934(+0,46%)   | 5 765(+0,31%)   |
| 05-08-2020                            | 05-08-2020 |  | 236 112(+0,5%)    | 5 784(+0,33%)   |
| 06-08-2020                            | 06-08-2020 |  | 237 265(+0,49%)   | 5 798(+0,24%)   |
| 07-08-2020                            | 07-08-2020 |  | 238 450(+0,5%)    | 5 813(+0,26%)   |
| 08-08-2020                            | 08-08-2020 |  | 239 622(+0,49%)   | 5 829(+0,28%)   |
| 09-08-2020                            | 09-08-2020 |  | 240 804(+0,49%)   | 5 844(+0,26%)   |
| 10-08-2020                            | 10-08-2020 |  | 241 997(+0,5%)    | 5 858(+0,24%)   |
| 11-08-2020                            | 11-08-2020 |  | 243 180(+0,49%)   | 5 873(+0,26%)   |
| 12-08-2020                            | 12-08-2020 |  | 244 392(+0,5%)    | 5 891(+0,31%)   |
| 13-08-2020                            | 13-08-2020 |  | 245 635(+0,51%)   | 5 912(+0,36%)   |
| 14-08-2020                            | 14-08-2020 |  | 246 861(+0,5%)    | 5 934(+0,37%)   |
| 15-08-2020                            | 15-08-2020 |  | 248 117(+0,51%)   | 5 955(+0,35%)   |
| 16-08-2020                            | 16-08-2020 |  | 249 309(+0,48%)   | 5 974(+0,32%)   |
| 17-08-2020                            | 17-08-2020 |  | 250 542(+0,49%)   | 5 996(+0,37%)   |
| 18-08-2020                            | 18-08-2020 |  | 251 805(+0,5%)    | 6 016(+0,33%)   |
| 19-08-2020                            | 19-08-2020 |  | 253 108(+0,52%)   | 6 039(+0,38%)   |
| 20-08-2020                            | 20-08-2020 |  | 254 520(+0,56%)   | 6 058(+0,31%)   |
| 21-08-2020                            | 21-08-2020 |  | 255 723(+0,47%)   | 6 080(+0,36%)   |
| 22-08-2020                            | 22-08-2020 |  | 257 032(+0,51%)   | 6 102(+0,36%)   |
| 23-08-2020                            | 23-08-2020 |  | 258 249(+0,47%)   | 6 121(+0,31%)   |
| 24-08-2020                            | 24-08-2020 |  | 259 692(+0,56%)   | 6 139(+0,29%)   |
| 25-08-2020                            | 25-08-2020 |  | 261 194(+0,58%)   | 6 163(+0,39%)   |
| 26-08-2020                            | 26-08-2020 |  | 262 507(+0,5%)    | 6 183(+0,32%)   |
| 27-08-2020                            | 27-08-2020 |  | 263 998(+0,57%)   | 6 209(+0,42%)   |
| 28-08-2020                            | 28-08-2020 |  | 265 515(+0,57%)   | 6 245(+0,58%)   |
| 29-08-2020                            | 29-08-2020 |  | 267 064(+0,58%)   | 6 284(+0,62%)   |
| 30-08-2020                            | 30-08-2020 |  | 268 546(+0,55%)   | 6 326(+0,67%)   |
| 31-08-2020                            | 31-08-2020 |  | 270 133(+0,59%)   | 6 370(+0,7%)    |
| 01-09-2020                            | 01-09-2020 |  | 271 705(+0,58%)   | 6 417(+0,74%)   |
| 02-09-2020                            | 02-09-2020 |  | 273 301(+0,59%)   | 6 462(+0,7%)    |
| 03-09-2020                            | 03-09-2020 |  | 274 943(+0,6%)    | 6 511(+0,76%)   |
| 04-09-2020                            | 04-09-2020 |  | 276 555(+0,59%)   | 6 564(+0,81%)   |
| 05-09-2020                            | 05-09-2020 |  | 278 228(+0,6%)    | 6 620(+0,85%)   |
| 06-09-2020                            | 06-09-2020 |  | 279 806(+0,57%)   | 6 673(+0,8%)    |
| 07-09-2020                            | 07-09-2020 |  | 281 509(+0,61%)   | 6 730(+0,85%)   |
| 08-09-2020                            | 08-09-2020 |  | 283 270(+0,63%)   | 6 782(+0,77%)   |
| 09-09-2020                            | 09-09-2020 |  | 284 943(+0,59%)   | 6 837(+0,81%)   |
| 10-09-2020                            | 10-09-2020 |  | 286 455(+0,53%)   | 6 895(+0,85%)   |
| 11-09-2020                            | 11-09-2020 |  | 288 126(+0,58%)   | 6 951(+0,81%)   |
| 12-09-2020                            | 12-09-2020 |  | 289 635(+0,52%)   | 6 999(+0,69%)   |
| 13-09-2020                            | 13-09-2020 |  | 291 162(+0,53%)   | 7 056(+0,81%)   |
| 14-09-2020                            | 14-09-2020 |  | 292 878(+0,59%)   | 7 119(+0,89%)   |
| 15-09-2020                            | 15-09-2020 |  | 294 620(+0,59%)   | 7 186(+0,94%)   |
| 16-09-2020                            | 16-09-2020 |  | 296 391(+0,6%)    | 7 249(+0,88%)   |
| 17-09-2020                            | 17-09-2020 |  | 298 039(+0,56%)   | 7 315(+0,91%)   |
| 18-09-2020                            | 18-09-2020 |  | 299 810(+0,59%)   | 7 377(+0,85%)   |
| 19-09-2020                            | 19-09-2020 |  | 301 348(+0,51%)   | 7 445(+0,92%)   |
| 20-09-2020                            | 20-09-2020 |  | 302 867(+0,5%)    | 7 506(+0,82%)   |
| 21-09-2020                            | 21-09-2020 |  | 304 610(+0,58%)   | 7 574(+0,91%)   |
| 22-09-2020                            | 22-09-2020 |  | 306 302(+0,56%)   | 7 639(+0,86%)   |
| 23-09-2020                            | 23-09-2020 |  | 308 069(+0,58%)   | 7 711(+0,94%)   |
| 24-09-2020                            | 24-09-2020 |  | 309 790(+0,56%)   | 7 785(+0,96%)   |
| 25-09-2020                            | 25-09-2020 |  | 311 455(+0,54%)   | 7 858(+0,94%)   |
| 26-09-2020                            | 26-09-2020 |  | 312 966(+0,49%)   | 7 929(+0,9%)    |
| 27-09-2020                            | 27-09-2020 |  | 314 433(+0,47%)   | 7 997(+0,86%)   |
| 28-09-2020                            | 28-09-2020 |  | 315 845(+0,45%)   | 8 062(+0,81%)   |
| 29-09-2020                            | 29-09-2020 |  | 317 272(+0,45%)   | 8 130(+0,84%)   |
| 30-09-2020                            | 30-09-2020 |  | 318 663(+0,44%)   | 8 195(+0,8%)    |
| 01-10-2020                            | 01-10-2020 |  | 320 070(+0,44%)   | 8 262(+0,82%)   |
| 02-10-2020                            | 02-10-2020 |  | 321 512(+0,45%)   | 8 325(+0,76%)   |
| 03-10-2020                            | 03-10-2020 |  | 323 014(+0,47%)   | 8 384(+0,71%)   |
| 04-10-2020                            | 04-10-2020 |  | 324 443(+0,44%)   | 8 441(+0,68%)   |
| 05-10-2020                            | 05-10-2020 |  | 326 046(+0,49%)   | 8 498(+0,68%)   |
| 06-10-2020                            | 06-10-2020 |  | 327 557(+0,46%)   | 8 553(+0,65%)   |
| 07-10-2020                            | 07-10-2020 |  | 329 138(+0,48%)   | 8 609(+0,65%)   |
| 08-10-2020                            | 08-10-2020 |  | 330 753(+0,49%)   | 8 667(+0,67%)   |
| 09-10-2020                            | 09-10-2020 |  | 332 382(+0,49%)   | 8 722(+0,63%)   |
| 10-10-2020                            | 10-10-2020 |  | 334 031(+0,5%)    | 8 778(+0,64%)   |
| 11-10-2020                            | 11-10-2020 |  | 335 533(+0,45%)   | 8 837(+0,67%)   |
| 12-10-2020                            | 12-10-2020 |  | 337 147(+0,48%)   | 8 895(+0,66%)   |
| 13-10-2020                            | 13-10-2020 |  | 338 779(+0,48%)   | 8 957(+0,7%)    |
| 14-10-2020                            | 14-10-2020 |  | 340 450(+0,49%)   | 9 014(+0,64%)   |
| 15-10-2020                            | 15-10-2020 |  | 342 143(+0,5%)    | 9 080(+0,73%)   |
| 16-10-2020                            | 16-10-2020 |  | 343 955(+0,53%)   | 9 153(+0,8%)    |
| 17-10-2020                            | 17-10-2020 |  | 345 678(+0,5%)    | 9 224(+0,78%)   |
| 18-10-2020                            | 18-10-2020 |  | 347 493(+0,53%)   | 9 296(+0,78%)   |
| 19-10-2020                            | 19-10-2020 |  | 349 519(+0,58%)   | 9 371(+0,81%)   |
| 20-10-2020                            | 20-10-2020 |  | 351 413(+0,54%)   | 9 445(+0,79%)   |
| 21-10-2020                            | 21-10-2020 |  | 353 426(+0,57%)   | 9 513(+0,72%)   |
| 22-10-2020                            | 22-10-2020 |  | 355 528(+0,59%)   | 9 584(+0,75%)   |
| 23-10-2020                            | 23-10-2020 |  | 357 693(+0,61%)   | 9 658(+0,77%)   |
| 24-10-2020                            | 24-10-2020 |  | 359 784(+0,58%)   | 9 727(+0,71%)   |
| 25-10-2020                            | 25-10-2020 |  | 361 801(+0,56%)   | 9 799(+0,74%)   |
| 26-10-2020                            | 26-10-2020 |  | 363 999(+0,61%)   | 9 874(+0,77%)   |
| 27-10-2020                            | 27-10-2020 |  | 366 208(+0,61%)   | 9 950(+0,77%)   |
| 28-10-2020                            | 28-10-2020 |  | 368 513(+0,63%)   | 10 027(+0,77%)  |
| 29-10-2020                            | 29-10-2020 |  | 370 832(+0,63%)   | 10 099(+0,72%)  |
| 30-10-2020                            | 30-10-2020 |  | 373 154(+0,63%)   | 10 177(+0,77%)  |
| 31-10-2020                            | 31-10-2020 |  | 375 367(+0,59%)   | 10 252(+0,74%)  |
| 01-11-2020                            | 01-11-2020 |  | 377 473(+0,56%)   | 10 326(+0,72%)  |
| 02-11-2020                            | 02-11-2020 |  | 379 775(+0,61%)   | 10 402(+0,74%)  |
| 03-11-2020                            | 03-11-2020 |  | 382 118(+0,62%)   | 10 481(+0,76%)  |
| 04-11-2020                            | 04-11-2020 |  | 384 509(+0,63%)   | 10 558(+0,73%)  |
| 05-11-2020                            | 05-11-2020 |  | 386 820(+0,6%)    | 10 639(+0,77%)  |
| 06-11-2020                            | 06-11-2020 |  | 389 256(+0,63%)   | 10 722(+0,78%)  |
| 07-11-2020                            | 07-11-2020 |  | 391 739(+0,64%)   | 10 803(+0,76%)  |
| 08-11-2020                            | 08-11-2020 |  | 395 255(+0,9%)    | 10 887(+0,78%)  |
| 09-11-2020                            | 09-11-2020 |  | 396 831(+0,4%)    | 10 972(+0,78%)  |
| 10-11-2020                            | 10-11-2020 |  | 399 360(+0,64%)   | 11 059(+0,79%)  |
| 11-11-2020                            | 11-11-2020 |  | 402 053(+0,67%)   | 11 145(+0,78%)  |
| 12-11-2020                            | 12-11-2020 |  | 404 894(+0,71%)   | 11 233(+0,79%)  |
| 13-11-2020                            | 13-11-2020 |  | 407 939(+0,75%)   | 11 326(+0,83%)  |
| 14-11-2020                            | 14-11-2020 |  | 410 055(+0,52%)   | 11 418(+0,81%)  |
| 15-11-2020                            | 15-11-2020 |  | 414 278(+1%)      | 11 507(+0,78%)  |
| 16-11-2020                            | 16-11-2020 |  | 417 594(+0,8%)    | 11 601(+0,82%)  |
| 17-11-2020                            | 17-11-2020 |  | 421 413(+0,91%)   | 11 704(+0,89%)  |
| 18-11-2020                            | 18-11-2020 |  | 425 628(+1%)      | 11 820(+0,99%)  |
| 19-11-2020                            | 19-11-2020 |  | 430 170(+1,1%)    | 11 943(+1%)     |
| 20-11-2020                            | 20-11-2020 |  | 435 273(+1,2%)    | 12 084(+1,2%)   |
| 21-11-2020                            | 21-11-2020 |  | 440 805(+1,3%)    | 12 219(+1,1%)   |
| 22-11-2020                            | 22-11-2020 |  | 446 822(+1,4%)    | 12 358(+1,1%)   |
| 23-11-2020                            | 23-11-2020 |  | 453 535(+1,5%)    | 12 511(+1,2%)   |
| 24-11-2020                            | 24-11-2020 |  | 460 916(+1,6%)    | 12 672(+1,3%)   |
| 25-11-2020                            | 25-11-2020 |  | 489,267(+6.2%)    | 12,840(+1.3%)   |
| 26-11-2020                            | 26-11-2020 |  | 518 399(+6%)      | 13 014(+1,4%)   |
| 27-11-2020                            | 27-11-2020 |  | 548 244(+5,8%)    | 13 191(+1,4%)   |
| 28-11-2020                            | 28-11-2020 |  | 578 347(+5,5%)    | 13 373(+1,4%)   |
| 29-11-2020                            | 29-11-2020 |  | 607 628(+5,1%)    | 13 558(+1,4%)   |
| 30-11-2020                            | 30-11-2020 |  | 638 817(+5,1%)    | 13 746(+1,4%)   |
| 01-12-2020                            | 01-12-2020 |  | 668 927(+4,7%)    | 13 936(+1,4%)   |
| 02-12-2020                            | 02-12-2020 |  | 700 850(+4,8%)    | 14 129(+1,4%)   |
| 03-12-2020                            | 03-12-2020 |  | 733 231(+4,6%)    | 14 316(+1,3%)   |
| 04-12-2020                            | 04-12-2020 |  | 765 967(+4,5%)    | 14 509(+1,3%)   |
| 05-12-2020                            | 05-12-2020 |  | 797 863(+4,2%)    | 14 705(+1,4%)   |
| 06-12-2020                            | 06-12-2020 |  | 828 265(+3,8%)    | 14 900(+1,3%)   |
| 07-12-2020                            | 07-12-2020 |  | 860 402(+3,9%)    | 15 103(+1,4%)   |
| 08-12-2020                            | 08-12-2020 |  | 893 600(+3,9%)    | 15 314(+1,4%)   |
| 09-12-2020                            | 09-12-2020 |  | 925 312(+3,5%)    | 15 531(+1,4%)   |
| 10-12-2020                            | 10-12-2020 |  | 1,748,567(+89%)   | 15,751(+1.4%)   |
| 11-12-2020                            | 11-12-2020 |  | 1 780 673(+1,8%)  | 15 977(+1,4%)   |
| 12-12-2020                            | 12-12-2020 |  | 1,809,809(+1.6%)  | 16,199(+1.4%)   |
| 13-12-2020                            | 13-12-2020 |  | 1 836 728(+1,5%)  | 16 417(+1,3%)   |
| 14-12-2020                            | 14-12-2020 |  | 1 866 345(+1,6%)  | 16 646(+1,4%)   |
| 15-12-2020                            | 15-12-2020 |  | 1 898 447(+1,7%)  | 16 881(+1,4%)   |
| 16-12-2020                            | 16-12-2020 |  | 1 928 165(+1,6%)  | 17 121(+1,4%)   |
| 17-12-2020                            | 17-12-2020 |  | 1 955 680(+1,4%)  | 17 364(+1,4%)   |
| 18-12-2020                            | 18-12-2020 |  | 1 982 090(+1,4%)  | 17 610(+1,4%)   |
| 19-12-2020                            | 19-12-2020 |  | 2 004 285(+1,1%)  | 17 851(+1,4%)   |
| 20-12-2020                            | 20-12-2020 |  | 2 024 601(+1%)    | 18 097(+1,4%)   |
| 21-12-2020                            | 21-12-2020 |  | 2 043 704(+0,94%) | 18 351(+1,4%)   |
| 22-12-2020                            | 22-12-2020 |  | 2 062 960(+0,94%) | 18 602(+1,4%)   |
| 23-12-2020                            | 23-12-2020 |  | 2 082 610(+0,95%) | 18 861(+1,4%)   |
| 24-12-2020                            | 24-12-2020 |  | 2 100 712(+0,87%) | 19 115(+1,3%)   |
| 25-12-2020                            | 25-12-2020 |  | 2 118 255(+0,84%) | 19 371(+1,3%)   |
| 26-12-2020                            | 26-12-2020 |  | 2 133 373(+0,71%) | 19 624(+1,3%)   |
| 27-12-2020                            | 27-12-2020 |  | 2 147 578(+0,67%) | 19 878(+1,3%)   |
| 28-12-2020                            | 28-12-2020 |  | 2 162 775(+0,71%) | 20 135(+1,3%)   |
| 29-12-2020                            | 29-12-2020 |  | 2 178 580(+0,73%) | 20 388(+1,3%)   |
| 30-12-2020                            | 30-12-2020 |  | 2 194 272(+0,72%) | 20 642(+1,2%)   |
| 31-12-2020                            | 31-12-2020 |  | 2 208 652(+0,66%) | 20 881(+1,2%)   |
| 01-01-2021                            | 01-01-2021 |  | 2 220 855(+0,55%) | 21 093(+1%)     |
| 02-01-2021                            | 02-01-2021 |  | 2 232 035(+0,5%)  | 21 295(+0,96%)  |
| Fonti: - Ministero della sanità turco |            |  |                   |                 |

## Risposta del governo

### Economia
Il 18 marzo, il presidente Erdoğan ha invitato i cittadini a rimanere a casa e a non visitare gli ospedali al di fuori dei casi di emergenza. Erdoğan ha inoltre affermato che le banche pubbliche erogheranno pensioni ai pensionati di età superiore ai 76 anni nelle loro case. Il governo ha anche annunciato un pacchetto di 100 miliardi di misure economiche per affrontare le questioni finanziarie delle società e delle famiglie a basso reddito. Con questo pacchetto il governo ha promesso di aumentare il limite del fondo di garanzia del credito (KGF), posticipare le passività fiscali, i pagamenti del premio SGK e i debiti di credito dei datori di lavoro nei settori più colpiti dalla crisi e di effettuare un trasferimento di risorse di 2 miliardi alle famiglie bisognose, tra le altre misure.
Il pacchetto di misure economiche che annunciato, che dovrebbe essere fornito dal governo, è stato criticato da istituzioni e individui, compresi economisti e politici. La mancanza di un piano d'azione dettagliato è stato al centro delle critiche. Inoltre, in un momento in cui le persone sono state incoraggiate a rimanere a casa, il governo è stato criticato per aver consentito il trasporto di passeggeri e riduzioni fiscali a sostegno del turismo. I critici hanno chiesto di ridurre gli acconti sui prestiti immobiliari e hanno sottolineato la necessità di fornire sostegno all'occupazione in diversi settori.
Il 22 marzo, con ordinanza presidenziale, tutte le procedure fallimentari e di esecuzione finanziaria sono state interrotte fino al 30 aprile, ad eccezione degli obblighi in materia di alimenti e sostegno ai figli. L'Associazione Banche della Turchia ha inoltre inviato un avviso a diverse banche in tutto il paese, in cui veniva limitato l'orario di lavoro dalle 12:00 alle 17:00, che è entrato in vigore il 23 marzo 2020.
Il 24 marzo, le tariffe di importazione dell'etanolo, delle maschere mediche monouso, e dei ventilatori sono state revocate con decreto presidenziale.
Il 30 marzo, il presidente Erdoğan ha annunciato l'avvio di una campagna di donazione chiamata "Siamo abbastanza per l'altro". Mentre la campagna era sostenuta da rappresentanti del partito al potere, i membri delle opposizioni hanno avuto una reazione meno favorevole nei suoi confronti. Al 1 ° aprile 2020, la campagna aveva già raccolto 2552 milioni.

## Impatto sociale
Durante la pandemia, la percentuale di violenza domestica in Turchia è aumentata del 38,2% a marzo.
Mentre nel 2019, un sondaggio ha stimato che l'83,2% dei turchi desiderava il rimpatrio di tutti i rifugiati, la pandemia ha causato un ulteriore aumento della xenofobia e del sentimento anti-rifugiato in Turchia.